# هواي (دودانغة)
هواي (بالفارسية: هوای) هي منطقة سكنية تقع في إيران في قسم دودانغة الریفي. يقدر عدد سكانها بـ 743 نسمة.